# Segundo molar superior
O Segundo molar superior é um dente inserido osso maxilar.

## Erupção e medida
|              | Início      | Erupção           | Término |
| Calcificação | 4 meses     | 12 anos           | 14 anos |
|              | Total       | Coroa             | Raiz    |
| Comprimento  | 20,7 mm     | 7,2 mm            | 13,5 mm |
|              | Mesiodistal | Vestibulo-lingual |         |
| Diâmetro     | 9,2 mm      | 11,5 mm           |         |